# Acxomocuil
 (avril 2019).
Dans la mythologie aztèque, Acxomocuil est le dieu des marchands, du vin et du sexe.